# Karl Kaula
Karl Kaula (* 8. Juli 1928 in Hameln; † 21. Mai 2001 in Hamburg) war ein deutscher Gewerkschafter, Sozialpolitiker und Mitglied des DAG-Bundesvorstandes von 1974 bis 1992. Er war von 1980 bis 1999 alternierender Vorsitzender des Verwaltungsrats Medizinischer Dienst Bund

## Beruflicher Werdegang
Kaula trat 1954 hauptberuflich in die Dienste der Deutschen Angestellten-Gewerkschaft (DAG) als Leiter der Landesberufsgruppe Öffentlicher Dienst Bayern in München ein. Danach war er seit 1966 Leiter des DAG-Landesverbands Hessen in Frankfurt am Main. Danach ist er 1974 in den Bundesvorstand der DAG gewählt worden, zuständig für das Ressort Organisation, Finanzen und Verwaltung. Zum stellvertretenden Vorsitzenden der DAG wurde er 1987 berufen. Kaula trat im Mai 1992 in den Ruhestand.
Seit seinem 30. Lebensjahr war er in der Selbstverwaltung der gesetzlichen Krankenversicherung aktiv. Von 1958 an war Kaula im Vorstand, anschließend im Verwaltungsrat der Barmer Ersatzkasse tätig. Als oberster Selbstverwalter des Verband der Ersatzkassen VdAK von 1980 bis 1999 war er auch alternierender Vorstandsvorsitzender des Medizinischen Dienstes der Spitzenverbände der Krankenkassen. Darüber hinaus bekleidete er Ehrenämter als Vizepräsident der AIM (Association Internationale de la Mutualité) oder als Mitglied der „Konzertierten Aktion im Gesundheitswesen“.
Seine Tochter Andrea war auch in der DAG beschäftigt.

## Anerkennung
- 1985: Großes Bundesverdienstkreuz
- 1998: Großes Bundesverdienstkreuz mit Stern